# ماري بلتيير
ماري بلتيير(بالفرنسية: Marie Peltier)‏ (مواليد 23 ديسمبر 1980) هي كاتبة بلجيكية. تُدرِّس في المعهد العالي للبيداغوجي «گاليلي» في بروكسل.

## السيرة الشخصية
درست ماري بلتيير في المعهد العالي للبيداغوجي «گاليلي» (باختصار ISPG) في بروكسل،  وهي مؤسسة لتدريب معلمي المدارس الابتدائية والمتوسطة، وتقع في شيربيك. كما درست التاريخ لبكالوريوس السنة الأولى.
أطروحتها للحصول على درجة الماجستير، كانت بعنوان "قضاء الأحداث في زمن الحرب. ممارسة محكمة الأحداث في نامور خلال الأربعينيات، (بالفرنسية: La justice des mineurs en temps de guerre. La pratique du tribunal pour enfants de Namur durant les années 1940)‏، والتي ناقشتها في جامعة لوفان الكاثوليكية في عام 2003، حول العدالة للقصر خلال الأربعينيات.
منذ عام 2011، عملت بلتيير كقائدة مشروع  في «دو_با» Be-Pax، القسم الناطق بالفرنسية في باكس كريستي الدولية، حول القضايا بين الثقافات، وتنظيم مجموعات النقاش  - ولا سيما حول الحرب الأهلية السورية والشرق الأوسط  - ونشرت مقالات في الجريدة الداخلية للجمعية. بصفتها أخصائية في الشؤون السورية، انتقلت إلى دراسة نظريات المؤامرة وتأثيرها على القضايا السورية.
عملت ماري بلتيير مع باولو دالوليو على تعزيز حقوق الإنسان والديمقراطية في سوريا.  تعمل أيضًا في مجال حقوق الإنسان في أوروبا وقضايا مثل معاداة السامية،  الإنسانية في السياسة،  أزمة الهجرة،  انعدام الثقة في وسائل الإعلام،  اليمين المتطرف،  ودعاية الديكتاتوريات ).
ألفت بلتيير كتابين عن نظريات المؤامرة: الأول في 2016 بعنوان «عصر المؤامرة: مرض مجتمع ممزق» (بالفرنسية: L'ère du complotisme : La maladie d’une société fracturée)‏، والثاني في عام 2018 بعنوان «الهوس وراء كواليس قصة المؤامرة» (بالفرنسية: Obsession, dans les coulisses du récit complotiste)‏. 
نشرت مساهمات مختلفة في وسائل الإعلام مثل لو نوفيل،  ليكسبريس  و لو موند،  وظهرت في البرنامج التلفزيوني 28 دقيقة(بالفرنسية: 28 minutes)‏.   

## دراسة نظريات المؤامرة
تجادل بلتيير بأنه منذ هجمات 11 سبتمبر، ترسخت نظريات المؤامرة في الخيال الجماعي وأصبحت بارزة في المجتمعات الغربية. «تقوم نظريات المؤامرة، بإيديولوجيتها الإشكالية للغاية، باختطاف الأسئلة المشروعة وتحويلها إلى شيء منحرف وضار، لكن النية سليمة». حيث أنها حاولت تفكيك طريقة عمل الظاهرة.

## فهرس
كتب
- «الحب في الحقيقة، كاريتاس في الحقيقة» L'amour dans la vérité، caritas in veritate - guide de
- «عصر المؤامرة: مرض مجتمع ممزق» L'ère du Complotisme، La maladie d'une société fracturée ، éditions Les Petits Matins، 2016 [25]
- «الهوس وراء كواليس قصة المؤامرة» Obsession، Dans les coulisses du récit complotiste ، éditions Inculte، 2018 [16]

### فصول الكتاب
- «هل عالمنا أكثر خطورة؟ 25 سؤال لتشكيل رأيك» Notre monde est-il plus dangereux? 25 questions pour vous faire votre opinion, Armand Colin publishe, edited by Sonia Le Gouriellec, 2017[26]